# Abierto de Estados Unidos 1980
El Abierto de Estados Unidos 1980 es un torneo de tenis disputado en superficie dura, siendo el cuarto y último torneo del Grand Slam del año.

## Finales

### Senior

#### Individuales masculinos[1]
John McEnroe vence a  Björn Borg 7-6(4), 6-1, 6-7(5), 5-7, 6-4

#### Individuales femeninos[2]
Chris Evert-Lloyd vence a  Hana Mandlíková 5-7, 6-1, 6-1

#### Dobles masculinos[3]
Bob Lutz /  Stan Smith vencen a  John McEnroe /  Peter Fleming (tenista) 7-5, 3-6, 6-1, 3-6, 6-3

#### Dobles femeninos[4]
Billie Jean King /  Martina Navratilova vencen a  Pam Shriver /  Betty Stöve 7-6(2), 7-5

#### Dobles mixto[5]
Wendy Turnbull /  Marty Riessen vencen a  Betty Stöve /  Frew McMillan 7-5, 6-2

### Junior[6]

#### Individuales masculinos
Mike Falberg vence a  Eric Wilborts 6-7, 6-3, 6-3

#### Individuales femeninos
Susan Mascarin vence a  Kathrin Keil 6-3, 6-4

#### Dobles masculinos
El torneo comenzó en 1982.

#### Dobles femeninos
El torneo comenzó en 1982.